# 秀逗博士
《秀逗博士》是日本漫畫家細野不二彥在小學館《週刊少年Sunday》連載的愛情喜劇漫畫作品，1981年至1982年連載。台灣由長鴻出版社代理中文版時譯名《天才醫生俏護士》，但在三立都會台、Animax台灣頻道播出電視動畫版時是用《秀逗博士》作為播映的名稱。

## 作品簡介
本作品描寫主角錦小路遙是一位喜歡發明的校園醫生，卻因為他發明的道具而經常發生混亂。
本作品與《猿飛小忍者》是在同一時間進行連載。但電視動畫是在1982年連載完結16年之後製作。2010年現在，目前以〈少年Sunday Comics Wide版〉的新書持續發行。動畫版曾經由SPE Visual Works（現在是Aniplex）發行全套總共7卷的錄影帶。目前尚未出DVD版。

## 登場人物
下列設定均以電視動畫版為主。基本設定大都忠實於漫畫原作，但舞台、學生的服裝都有大幅變更。舞台的設定是在一所充滿現代西洋風的私立小學，校名叫七星小學（原作的設定是在一所普通公立中學，校名叫七星中學）。學生的制服是活動式的西裝（原作的設定是（日本）普通中學、高中通常使用的立領制服與水手服）。其它變更的還有錦小路發明的道具、錦小路遙和小泉美雪的戀情進展。

### 原作登場人物
錦小路遙（聲：山寺宏一；台灣；孫德成）
本作品主角。暱稱阿遙。25歳。白玫瑰診所院長兼學校校醫。外表雖然是科學怪人的長相，但個性溫和、膽小。不過也有好色和偷窺的一面，因此常被美雪甩一巴掌或被許多女生圍毆。
從小就擁有很高的智商，很喜歡發明。長大之後成為現在的一名瘋狂科學家，經常在上班時間的閒暇之餘發明奇怪的道具或是藥劑，讓美雪和學生們在不知情的情況下誤用或者誤食而引發騷動。
而阿遙開的白玫瑰診所是蓋在七星小學的樓頂上，漫畫版是在七星中學的隔壁。
小泉美雪（聲：桑島法子；台灣；董錦萍）
本作品女主角。25歳。白玫瑰診所的美人護士，個性堅強，但有粗暴的一面。阿遙的青梅竹馬，和阿遙有婚約。與阿遙相反，從小很受男女生們的歡迎。擁有正常人的常識，經常扮演吐槽的角色。很在意自己的胸部很小。
擁有空手道的段數，因此在數年前的空手道大賽中有「黑星」的稱號。對阿遙的發明相當好奇。來到白玫瑰診所之前曾經在一家醫院上班，經常（有3次）看到其他醫師或病患對同僚進行性騷擾，本來是因為看不下去而出面幫忙解圍，卻被指控說使用暴力而遭到解雇。
與動畫版不一樣的地方是，漫畫版的美雪對阿遙的發明毫不在乎。
雪之丞（聲：千葉繁）
阿遙的寵物貓。寄居在白玫瑰診所。相當了解人類的語言。喜歡到處走動和隨處找地方睡覺。而「雪之丞」這個名字是美雪等人取的。
小泉真由美（聲：笠井律子；台灣；林美秀）
美雪的妹妹。就讀七星小學6年級，因姊姊被調往七星小學上班而轉學。個性跟姊姊一樣堅強，姊妹2人都相當討厭阿遙的好色行為。
她的身高比幸廣高一點點。似乎喜歡幸廣。
與動畫版不一樣的地方是，漫畫版的真由美設定是高中1年級，而且從高中時期開始經常跟姊姊一起喝酒。
本鄉幸廣（聲：石川靜；台灣；汪世瑋）
學生。就讀七星小學6年級，真由美的同班同學。對真由美一見鍾情。因為身高比真由美矮一截而感到自卑。
外表是相當活潑的少年，但個性純情，與阿遙一樣有好色的一面，經常煩惱如何追到真由美而跑來向阿遙求救。不喜歡吃甜食。
與動畫版不一樣的地方是，漫畫版的設定是國中3年級，身高比真由美高一點，為了男生的面子經常在真由美面前自稱自己18歳。
田島香織（聲：間宮久留美）
學生。就讀七星小學1年級。暱稱小香。喜歡可愛的動物。很愛哭。與阿大、阿食、阿菌的感情相當不錯。
與動畫版不一樣的地方是，漫畫版的設定是在一所叫「緋牡丹」的幼稚園上學。
玄田源（聲：津村真琴；台灣；詹雅菁）
學生。就讀七星小學1年級。暱稱阿源。小香的玩伴。
漫畫版的設定與小香一樣。
朝丘友子（聲：松本梨香）
醫生。動畫後期登場。於七星小學附近的七星綜合醫院上班。興奮的時候講話會帶著地方腔調。是個煙槍。父親在2年前身故，與阿遙是以前醫院的同僚，大阿遙2歲。
與美雪一樣擁有空手到的段數。6年前在空手道大賽敗給美雪之後，有朝一日想再向美雪挑戰。
與動畫版不一樣的地方是，漫畫版的設定是在七星中學當保健室老師。
大食菌（聲：長澤直美）
一隻寄生在人類牙齒蛀蟲。暱稱阿大。因為在阿遙偶然一次的實驗中誕生，擁有強烈的食欲與繁殖能力，本來只有一隻，後因為大量進食和繁殖而聚集成一隻超巨大的細菌騷動整個校園，最後被塞入阿遙發明的火箭送到外太空。
不過在平息騷動之後，以殘兵向阿遙展開報復，最後在小香的保護及要求下，寄居在阿遙的診所將牠收留（漫畫版是被小香收養）。後來因為不小心亂動阿遙發明的複製機而變出了3隻外表雖然一樣、但個性不同的大食菌。
與漫畫版不一樣的地方是，漫畫版初登場時是出現在街頭流浪，由於本身是一隻蛀蟲，因此故事最後是在人類平常養好保護牙齒的習慣中自然消失。
而3隻大食菌的名字分別叫作阿大（聲：長澤直美）、阿食（聲：川澄綾子）、阿菌（聲：伊藤健太郎），由小香所命名。而為了明辨3隻大食菌，頭上綁著一隻紅色蝴蝶結的是阿大，頭頂戴著粉紅色花飾的是阿食，胸前繫著綠色領帶的是阿菌。

### 動畫版登場人物
阿部保（聲：伊藤健太郎；台灣；黃天佑）
27歳。七星小學體育老師，同時是真由美和幸廣的班級導師。很喜歡鍛鍊肌肉，並經常秀健美身材。長相雖然很帥，但經常被周遭的人視而不見。很喜歡美雪，但美雪很討厭他。
池田 秀子（聲：川澄綾子；台灣；汪世瑋）
29歳。七星小學老師，小香和阿源的班級導師。戴著眼鏡。只要看到自己覺得不合乎現實的事情，會假裝昏厥來逃避。還有在昏倒之前經常會在心裡念「這個時候，池田秀子心理想著」的台詞。
動畫有一集曾經跟教務主任、水越、阿部4個人一起同時假裝昏倒。
涉谷祿郎（聲：緒方賢一；台灣；黃天佑）
48歳。七星小學的教務主任。經常向老婆借錢買高價古董收藏、向水越炫耀以滿足自己的虛榮心。對阿遙充滿敵意，因此經常命令水越想辦法把阿遙趕出校園，但結果都失敗。
水越 一（聲：千葉繁）
27歳。七星小學的老師（但沒有導師的資格）。個性狡猾，很自我為中心。經常跟教務主任2人一起把阿遙趕出校園，但會偷拿阿遙的道具來圖利自己。此外和阿遙一樣經常弄壞教務主任心愛的古董。
品川 良子（聲：岡本嘉子）
50歳。七星小學的校長。對擔任校醫的阿遙相當信任。喜歡玩紙牌和打陀螺。
太田（聲：長澤直美）
幸廣的朋友。經常跟幸廣一起行動。
並木真一（聲：武政弘子）
幸廣和真由美的班長。幸廣的朋友。經常跟幸廣、太田一起行動。似乎喜歡美咲。
小田恭子（聲：龜井芳子）
真由美的朋友。經常跟包含真由美的所有女生為了防備阿遙的好色言行，經常舉行示威抗議以表達反對接受健康檢查。
野坂美咲（聲：那須惠）
真由美的朋友。似乎喜歡並木。
秋子（聲：田中理惠）
幼稚園園童。很喜歡阿源，對小香充滿忌妒。

## 出版書籍
少年Sunday Comics（全4冊）
| 冊數 | 小學館         | 小學館             |
| 冊數 | 發售時間       | ISBN               |
| ---- | -------------- | ------------------ |
| 1    | 1981年11月19日 | ISBN 4-09-120621-2 |
| 2    | 1982年2月20日  | ISBN 4-09-120622-0 |
| 3    | 1982年4月19日  | ISBN 4-09-120623-9 |
| 4    | 1982年5月19日  | ISBN 4-09-120624-7 |

SV Comics（全2冊）
| 冊數 | 小學館       | 小學館             | 長鴻出版社 | 長鴻出版社         |
| 冊數 | 發售日期     | ISBN               | 發售日期   | ISBN               |
| ---- | ------------ | ------------------ | ---------- | ------------------ |
| 1    | 1991年7月1日 | ISBN 4-09-160121-9 | 1996年3月  | ISBN 957-796-717-5 |
| 2    | 1991年8月1日 | ISBN 4-09-160122-7 | 1996年3月  | ISBN 957-796-718-3 |

少年Sunday Comics〈Wide版〉
| 冊數 | 小學館         | 小學館             |
| 冊數 | 發售日期       | ISBN               |
| ---- | -------------- | ------------------ |
| 1    | 1998年9月1日   | ISBN 4-09-125751-8 |
| 2    | 1998年10月16日 | ISBN 4-09-125752-6 |

## 電視動畫
1998年10月21日至1999年6月23日在富士電視網（除了大分電視台之外）首播，全27話（包含未播出的第17話）。在台灣，三立都會台、Animax台灣頻道曾經播出。
動畫由Studio Pierrot製作。在日本首播的時間雖然有9個月，但因為經常放送休止而改播其它特別節目填補時段。
此外，第17話在日本首播時並沒有實質播出，當時動畫的官方網站也沒有該話的資料（因此從第18話之後，推算總共有26話）。但是後來發行錄影帶時，第17話仍有依照錄影帶的卷數收錄。
本作品是作者細野不二彥在1980年代初期的連載，而且與《猿飛小忍者》都是在同一時間進行連載。《猿飛小忍者》連載沒有多久之後，原本是要將《秀逗博士》跟《猿飛小忍者》這2部漫畫同時動畫化，但《秀逗博士》當時的篇幅不夠，結果沒有跟《猿飛小忍者》同時播出。後來，《秀逗博士》動畫化實現後，因為完結之後一樣篇幅不是很多，因此在動畫版大量加入了許多動畫原創的設定；不只如此，動畫版追加了漫畫沒有出現的角色，還有原本在漫畫版中的只出現1回的角色在動畫版變成重要班底。

### 製作人員
- 原作：細野不二彥（小學館〈少年Sunday Comics Wide〉刊）[1]
- 導演：水野和則（日语：水野和則）[1]
- 劇本統籌：西園悟[1]
- 人物設定：北山真理（日语：北山真理）[1]、宮川治雄（配角部分）
- 美術監督：高橋忍[1]
- 攝影監督：宮川晴年[1]
- 音樂：飛澤宏元（日语：飛澤宏元）[1]
- 色彩設計、色彩指定：上谷秀夫
- 攝影：高橋製作公司
- 剪輯：廚川治彥、植松淳一
- 錄影帶剪輯：Glovision（日语：グロービジョン）
- 標題製作：
- 現像：東京現像所（日语：東京現像所）
- 音響製作：鈴木祐子
- 特效：倉橋靜男（日语：倉橋静男）
- 調整：成清量
- 宣傳：矢崎香織、內田博道
- 製作主任：荒尾哲也
- 文藝進行：池田日出子
- 企劃：清水賢治、白川隆三、布川郁司
- 製作人：瀧山麻土香（日语：瀧山麻土香）、成毛克憲、萩野賢
- 製作：富士電視台、SPE Visual Works、Studio Pierrot

### 主題歌
片頭曲「（中文：不想睡 不想睡 不想睡）」
作詞、作曲：牧野元、山川，主唱：
片尾曲
「I wish」（第1話－第19話）
作詞：井上崇、YUKA，作曲、編曲：佐藤宣彥，主唱：electric combat
「Make it Somehow --（中文：Make it Somehow -一定沒問題-）」（第20話－第27話）
作詞、作曲、主唱：LUKA，編曲：LUKA & MARS

### 各話列表
| 首播日期        | 話數 | 日文標題 | 編劇     | 分鏡       | 演出     | 作畫監督 | 美術                     |
| --------------- | ---- | -------- | -------- | ---------- | -------- | -------- | ------------------------ |
| 1998年 10月21日 | 1    |          | 西園悟   | 水野和則   | 水野和則 | 大西雅也 | 高橋忍 工藤英昭          |
| 10月28日        | 2    |          | 西園悟   | 大神緋呂士 | 大野和壽 | 寺澤伸介 | 工藤英昭                 |
| 11月4日         | 3    |          | 富田祐弘 | 伊達勇登   | 伊達勇登 | 深澤學   | 上野秀行                 |
| 11月11日        | 4    |          | 松井亞彌 | 藤本義孝   | 畠山茂樹 | 青野厚司 | 高橋忍                   |
| 11月18日        | 5    |          | 富田祐弘 | 榎本明廣   | 榎本明廣 | 細山正樹 | 工藤英昭                 |
| 11月25日        | 6    |          | 西園悟   | 藤本義孝   | 藤本義孝 | 中森良治 | 上野秀行                 |
| 12月2日         | 7    |          | 松井亞彌 | 山口美浩   | 山口美浩 | 寺澤伸介 | 高橋忍                   |
| 12月9日         | 8    |          | 金卷兼一 | 伊達勇登   | 伊達勇登 | 大西雅也 | 工藤英昭                 |
| 12月16日        | 9    |          | 富田祐弘 | 藤本義孝   | 藤本義孝 | 阿部正己 | 上野秀行 工藤英昭 高橋忍 |
| 1999年 1月20日  | 10   |          | 西園悟   | 東野一     | 畠山茂樹 | 深澤學   | 高橋忍                   |
| 1月27日         | 11   |          | 西園悟   | 榎本明廣   | 榎本明廣 | 青野厚司 | 工藤英昭                 |
| 2月3日          | 12   |          | 菅良幸   | 藤本義孝   | 小川浩司 | 細山正樹 | 高橋忍                   |
| 2月10日         | 13   |          | 金卷兼一 | 植田秀仁   | 伊達勇登 | 寺澤伸介 | 上野秀行                 |
| 2月17日         | 14   |          | 西園悟   | 立花源十郎 | 久志秀彰 | 阿部正己 | 高橋忍                   |
| 2月24日         | 15   |          | 菅良幸   | 東野一     | 畠山茂樹 | 青野厚司 | 工藤英昭                 |
| 3月3日          | 16   |          | 西園悟   | 伊達勇登   | 伊達勇登 | 深澤學   | 高橋忍                   |
| （未播出）      | 17   |          | 菅良幸   | 藤本義孝   | 藤本義孝 | 阿部正己 | 上野秀行                 |
| 3月10日         | 18   |          | 金子勉   | 榎本明廣   | 榎本明廣 | 寺澤伸介 | 高橋忍                   |
| 3月17日         | 19   |          | 西園悟   | 植田秀仁   | 畠山茂樹 | 中森良治 | 高橋忍                   |
| 4月28日         | 20   |          | 菅良幸   | 西田正義   | 西田正義 | 西田正義 | 工藤英昭                 |
| 5月12日         | 21   |          | 菅良幸   | 水野和則   | 水野和則 | 大西雅也 | 上野秀行                 |
| 5月19日         | 22   |          | 西園悟   | 伊達勇登   | 伊達勇登 | 青野厚司 | 高橋忍                   |
| 5月26日         | 23   |          | 西園悟   | 藤本義孝   | 藤本義孝 | 細山正樹 | 工藤英昭                 |
| 6月2日          | 24   |          | 菅良幸   | 植田秀仁   | 石堂宏之 | 深澤學   | 高橋忍                   |
| 6月9日          | 25   |          | 菅良幸   | 西村聰     | 久志秀彰 | 寺澤伸介 | 上野秀行                 |
| 6月16日         | 26   |          | 金子勉   | 伊達勇登   | 伊達勇登 | 中森良治 | 高橋忍                   |
| 6月23日         | 27   |          | 西園悟   | 水野和則   | 水野和則 | 深澤學   | 工藤英昭                 |

## 外部連結
- 秀逗博士 （日語）－Studio Pierrot官網的作品介紹頁面。
- 富士電視台《秀逗博士》官方網站 （日語）（2005年12月4日存於網際網路檔案館）
- 秀逗博士（動畫）在動畫新聞網百科全書中的資料（英文） （英文）